# Acacallis
Acacallis (Lindl. 1853) – rodzaj roślin z rodzaju storczykowatych (Orchidaceae) wyróżniany w niektórych ujęciach systematycznych. Według The Plant List kilka zaliczanych tu gatunków klasyfikowanych powinno być jako należących do rodzaju Aganisia (ew. nazwa rodzajowa uznawana jest za "prawdopodobny" synonim dla rodzaju Aganisia). Tylko gatunek Acacallis rosariana ma nierozstrzygniętą pozycję systematyczną. Zaliczane tu gatunki występują w Ameryce Południowej na obszarze Brazylii, Kolumbii, Wenezueli, Gujany oraz Peru. Kwiaty osiągają wielkość do 4 cm i mają raczej rzadko spotykany kolor wśród storczyków – od różowo-fioletowego po niebiesko-fioletowy.

## Systematyka
Pozycja według APweb (aktualizowany system APG III z 2009)
Rodzaj (o ile jest wyodrębniany) klasyfikowany jest do podrodziny epidendronowych (Epidendroideae) z rodziny storczykowatych (Orchidaceae) należącej do rzędu szparagowców (Asparagales) w obrębie jednoliściennych.
Wykaz gatunków
- Acacallis coerulea (Rchb. f.) Schltr. 1918 (synonim dla Aganisia fimbriata Rchb.f.)
- Acacallis cyanea Lindl. 1853 (Peru; Wenezuela) (synonim dla Aganisia cyanea (Lindl.) Rchb.f)
- Acacallis fimbriata (Rchb. f.) Schltr. 1918 (Peru; Wenezuela) (synonim dla Aganisia fimbriata Rchb.f)
- Acacallis hoehnei (Hoehne) Schltr. 1918 (synonim dla Aganisia cyanea (Lindl.) Rchb.f.)
- Acacallis oliveriana (Rchb. f.) Schltr. 1914 (synonim dla Aganisia fimbriata Rchb.f.)
- Acacallis rosariana V.P.Castro & da Silva 2001 (nieusystematyzowany)